# Niphona arrogans
Niphona arrogans là một loài bọ cánh cứng trong họ Cerambycidae.